# Artibus Sacrum

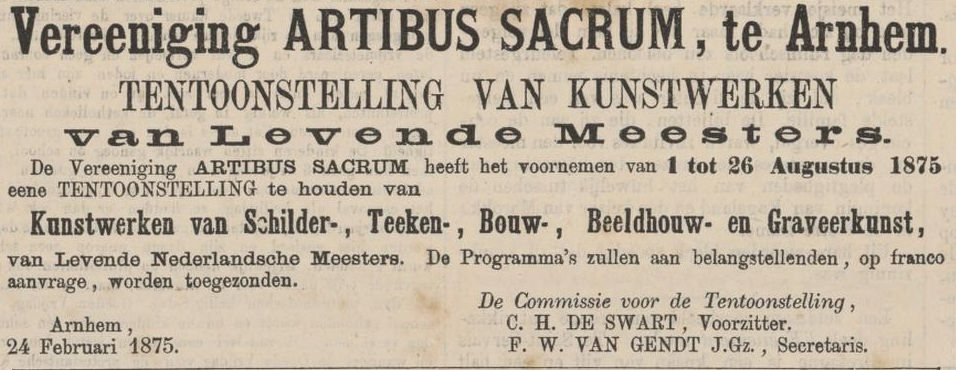
Advertentie tentoonstelling van Levende Meesters (1875)

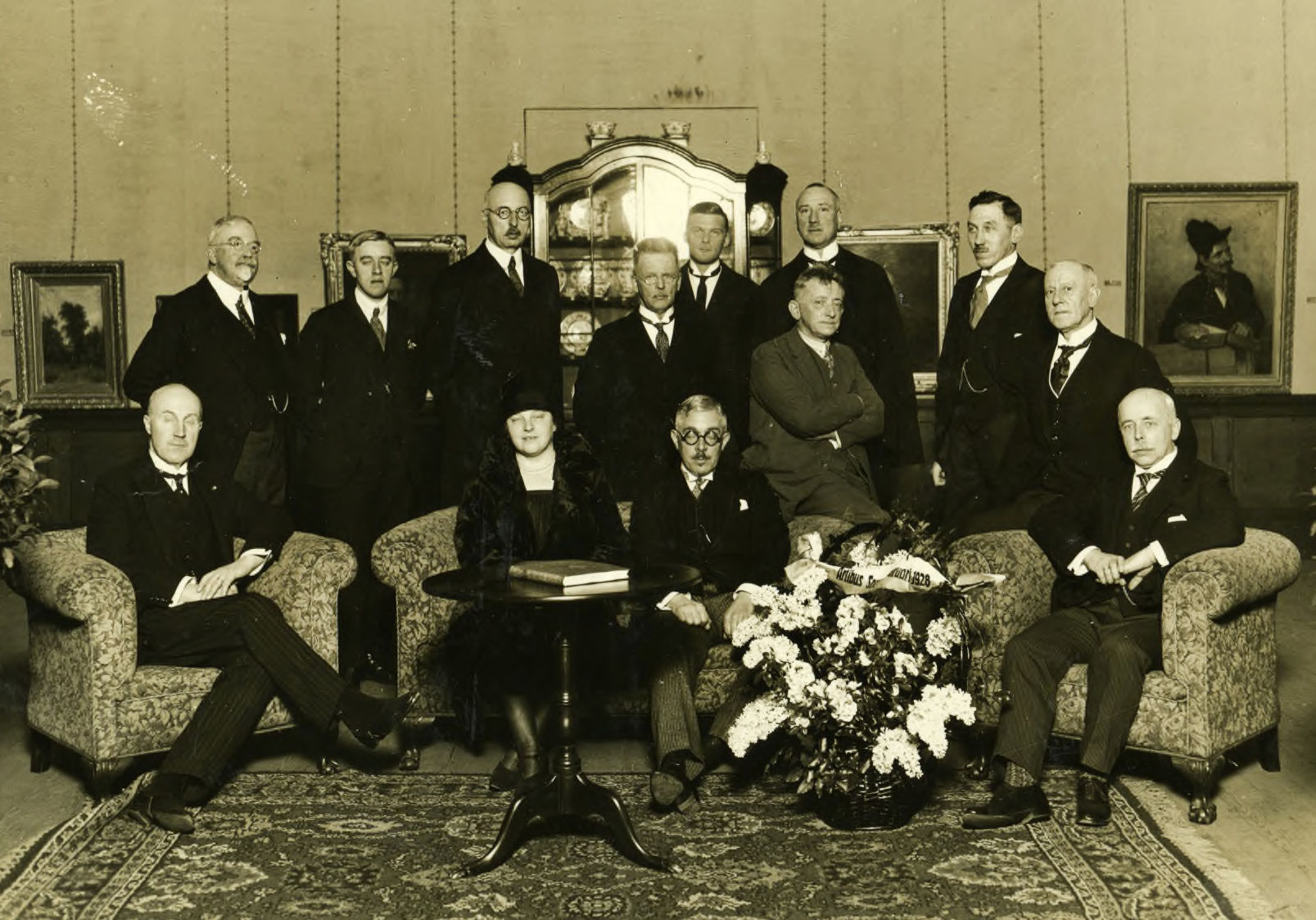
Officiële opening van de jubileumtentoonstelling van Artibus Sacrum (1928)

Artibus Sacrum (1869-1949) was een Nederlandse vereniging van beeldende kunstenaars en kunstliefhebbers, gevestigd in Arnhem.

## Geschiedenis
De vereniging werd in 1869 opgericht onder het motto Artibus Sacrum (Latijn voor 'gewijd aan de kunsten'), met als doel de "verbroedering der kunstenaren en het bevorderen en ontwikkelen van kunstzin in het algemeen". Men wilde het doel bereiken "door het geven van kunstbeschouwingen, het houden van verlotingen van kunstwerken en het aanleggen eener portefeuille met teekeningen". Het eerste bestuur bestond uit de heren C.H. de Swart, president, B.L. Hendriks, vicepresident, H.A. Meijroos, eerste secretaris, F.W. van Gendt JGz., tweede secretaris, en W.A. Nicola, penningmeester. De vereniging werd op 1 april 1892 bij koninklijk besluit erkend.
De vereniging bestond in 1919 vijftig jaar, maar het jubileum werd pas in 1928 gevierd. Na de Tweede Wereldoorlog ontstond discussie over het voortbestaan van de vereniging en het al dan niet samengaan met de in 1946 opgerichte Werkgemeenschap Arnhemse kunstenaars (WAK). In 1949 werd besloten Artibus Sacrum op te heffen.

## Actitiviteiten
Artibus Sacrum organiseerde onder meer lezingen, (kamer)concerten en kunsttentoonstellingen, waaronder een aantal tentoonstellingen van Levende Meesters. Tot de kunstenaars die bij Artibus Sacrum exposeerden, behoorden Paul Citroen, Theo van Doesburg, M.C. Escher, Hendrik Haverman, Wassily Kandinsky en Piet Mondriaan. Aanvankelijk vonden de tentoonstellingen van de vereniging onder meer plaats bij 't Nut en het Genootschap Kunstoefening en in het Logegebouw in de Rijnstraat en de HBS aan het Willemsplein. Vanaf circa 1905 werd een bovenzaal van de Groote Sociëteit gebruikt en in 1916 werd een eigen kunsthal geopend in de Korenbeurs aan de Korenmarkt.
Tentoonstellingen (selectie)
- 1871 tentoonstelling van Levende Meesters
- 1875 tentoonstelling van Levende Meesters
- 1875 tekeningen van Jan Striening
- 1913 schilderijen van Wassily Kandinsky
- 1920 najaarstentoonstelling van De Onafhankelijken
- 1920 La Section d'Or, internationale tentoonstelling van werken van kubisten en neokubisten, met werk van onder anderen Theo van Doesburg en Piet Mondriaan
- 1923 Oranjetentoonstelling ter herinnering aan het 25-jarig regeringsjubileum van koningin Wilhelmina
- 1928 jubileumtentoonstelling 50-jarig bestaan
- 1928 beeldhouwwerken van leden van de Nederlandse Kring van Beeldhouwers, onder wie Leendert Verstoep, Thérèse van Hall en Anton Rädecker, en grafisch werk en schilderijen van Anton Pieck
- 1931 tentoonstelling van werken door Jacob Bendien, Paul Citroen en de architecten Truus Schröder en Gerrit Rietveld
- 1932 schilderijen van Gerard van Lerven en beeldhouwwerk van Gijs Jacobs van den Hof
- 1934 grafisch werk van M.C. Escher
- 1934 Kunst in nood, geopend door commissaris van de koningin Schelto baron van Heemstra
- 1935 werken van Mien Cambier van Nooten en Jo van Oosten Slingeland
- 1940 eretentoonstelling voor de 80-jarige schilder Barend Ferwerda

## Enkele leden
- Willem Backer
- Sieger Baukema
- Cornelia Baumann
- Andries Beeftink
- August Falise
- Barend Ferwerda
- Jac. Geerlings
- Marianne Hartong
- Margot van Hasselt
- Gonda Keij
- Gerard van Lerven
- Henri van Lerven
- Alfred Löb
- Ben van Londen

- Eugène Lücker
- Antoon Markus
- Johan Mekkink
- Tilly Münninghoff-van Vliet
- Xeno Münninghoff
- Jo van Oosten Slingeland
- To van Oosten Slingeland
- Aart van Oostveen
- Elisabeth Roest van Limburg
- Jos Sanders
- Gert Stegeman
- Jan Cornelis van der Ven
- Jan Weiland jr.
- Willem Witjens